# Ischnea
Ischnea là một chi thực vật có hoa trong họ Cúc (Asteraceae).

## Loài
Chi Ischnea gồm các loài: